# Spirit, cavalcant en llibertat
Spirit, cavalcant en llibertat (títol original en anglès, Spirit Riding Free) és una sèrie d'animació per ordinador, produïda per DreamWorks Animation Television i distribuïda per Netflix, basada en la pel·lícula d'animació tradicional Spirit: El cavall indomable, i la primera sèrie de la franquícia Spirit. La sèrie es va estrenar per primera vegada a Netflix el 5 de maig de 2017. S'ha doblat al català oriental pel Canal Super3 i al valencià per À Punt.
La primera temporada es va estrenar el 5 de maig de 2017. La vuitena temporada final es va estrenar el 5 d'abril de 2019. Un llargmetratge basat en la sèrie, titulat Spirit: Indomable, es va estrenar el 4 de juny de 2021.

## Llista d'episodis
| Temporada | Temporada           | Episodis            | Episodis            | Dates d’estrena        | Dates d’estrena        |
| --------- | ------------------- | ------------------- | ------------------- | ---------------------- | ---------------------- |
|           | 1                   | 6                   | 6                   | 5 de maig de 2017      | 5 de maig de 2017      |
|           | 2                   | 7                   | 7                   | 8 de setembre de 2017  | 8 de setembre de 2017  |
|           | 3                   | 7                   | 7                   | 17 de novembre de 2017 | 17 de novembre de 2017 |
|           | 4                   | 6                   | 6                   | 16 de març de 2018     | 16 de març de 2018     |
|           | 5                   | 7                   | 7                   | 11 de maig de 2018     | 11 de maig de 2018     |
|           | 6                   | 6                   | 6                   | 17 d'agost de 2018     | 17 d'agost de 2018     |
|           | 7                   | 7                   | 7                   | 9 de novembre de 2018  | 9 de novembre de 2018  |
|           | 8                   | 6                   | 6                   | 5 d'abril de 2019      | 5 d'abril de 2019      |
|           | Pony Tales 1        | 6                   | 6                   | 9 d'agost de 2019      | 9 d'agost de 2019      |
|           | Pony Tales 2        | 4                   | 4                   | 18 d'octubre de 2019   | 18 d'octubre de 2019   |
|           | Especial            | Especial            | Especial            | 6 de desembre de 2019  | 6 de desembre de 2019  |
|           | Riding Academy 1    | 7                   | 7                   | 3 d'abril de 2020      | 3 d'abril de 2020      |
|           | Riding Academy 2    | 9                   | 9                   | 4 de setembre de 2020  | 4 de setembre de 2020  |
|           | Especial interactiu | Especial interactiu | Especial interactiu | 8 de desembre de 2020  | 8 de desembre de 2020  |

### Temporada 1 (2017)
| Núm. total | Núm. de la temporada | Títol                                     | Direcció                  | Guió            | Guió il·lustrat                   | Data d'estrena original |
| ---------- | -------------------- | ----------------------------------------- | ------------------------- | --------------- | --------------------------------- | ----------------------- |
| 1          | 1                    | «Pilot»                                   | Joshua Taback             | Aury Wallington | Stephanie Arnett                  | 5 de maig de 2017       |
| 2          | 2                    | «La Lucky i el camí perillós»             | Joshua Taback             | Aury Wallington | Marc Wasik i Kevin Wotton         | 5 de maig de 2017       |
| 3          | 3                    | «La Lucky i el mapa misteriós»            | Beth Sleven               | Aury Wallington | Jean Kang i Christina Manrique    | 5 de maig de 2017       |
| 4          | 4                    | «La Lucky i el problema de competir»      | Joshua Taback             | Katherine Nolfi | Marc Wasik i Kevin Wotton         | 5 de maig de 2017       |
| 5          | 5                    | «La Lucky i l'aventura de l'appaloosa»    | Beth Sleven               | Robert Taylor   | Jean Kang i Christina Manrique    | 5 de maig de 2017       |
| 6          | 6                    | «La Lucky i la sorpresa no gaire secreta» | Julia "Fitzy" Fitzmaurice | Nancy Cohen     | Kathryn Marusik i David Van Tuyle | 5 de maig de 2017       |

### Temporada 2 (2017)
| Núm. total | Núm. de la temporada | Títol                                                 | Direcció                  | Guió            | Guió il·lustrat                    | Data d'estrena original |
| ---------- | -------------------- | ----------------------------------------------------- | ------------------------- | --------------- | ---------------------------------- | ----------------------- |
| 7          | 1                    | «La Lucky i el veí cowboy»                            | Julia "Fitzy" Fitzmaurice | Laura Sreebny   | Kathryn Marusik i David Van Tuyle  | 8 de setembre de 2017   |
| 8          | 2                    | «La Lucky i la detectiu dels pastissos»               | Beth Sleven               | Robert Taylor   | Jean Kang i Christina Manrique     | 8 de setembre de 2017   |
| 9          | 3                    | «La Lucky i el supergenial i divertit cosinet Julian» | Beth Sleven               | Nancy Cohen     | Jean Kang i Christina Manrique     | 8 de setembre de 2017   |
| 10         | 4                    | «La Lucky i la festa de la collita»                   | Joshua Taback             | Laura Sreebny   | Marc Wasik i Kevin Wotton          | 8 de setembre de 2017   |
| 11         | 5                    | «La Lucky i l'esperit de Nadal»                       | Joshua Taback             | Katherine Nolfi | Marc Wasik i Kevin Wotton          | 8 de setembre de 2017   |
| 12         | 6                    | «La Lucky i la borrufada mortífera»                   | Julia "Fitzy" Fitzmaurice | Aury Wallington | Kathryn Marusik i David Van Tuyle  | 8 de setembre de 2017   |
| 13         | 7                    | «La Lucky i el preu de la llibertat»                  | Julia "Fitzy" Fitzmaurice | Aury Wallington | Christian Lignan i Kathryn Marusik | 8 de setembre de 2017   |

### Temporada 3 (2017)
| Núm. total | Núm. de la temporada | Títol                                 | Direcció                  | Guió                  | Guió il·lustrat                                       | Data d'estrena original |
| ---------- | -------------------- | ------------------------------------- | ------------------------- | --------------------- | ----------------------------------------------------- | ----------------------- |
| 14         | 1                    | «La Lucky i el llarg camí cap a casa» | Julia "Fitzy" Fitzmaurice | Nancy Cohen           | Gus Corrales, Liza Epps, Rianna Liu i Kathryn Marusik | 17 de novembre de 2017  |
| 15         | 2                    | «La Lucky i el nou governador»        | Julia "Fitzy" Fitzmaurice | Lauren Bradley        | Kathryn Marusik                                       | 17 de novembre de 2017  |
| 16         | 3                    | «La Lucky i el rescat arriscat»       | Beth Sleven               | Laura Sreebny         | Jean Kang i Christina "Kiki" Manrique                 | 17 de novembre de 2017  |
| 17         | 4                    | «La Lucky i l'engany de l'excursió»   | Beth Sleven               | Candie Kelty Langdale | Jean Kang i Christina "Kiki" Manrique                 | 17 de novembre de 2017  |
| 18         | 5                    | «La Lucky i el dia que tremola tot»   | Beth Sleven               | Katherine Nolfi       | Jean Kang i Christina "Kiki" Manrique                 | 17 de novembre de 2017  |
| 19         | 6                    | «La Lucky i l'oportunitat d'or»       | Joshua Taback             | Robert Taylor         | Mandy Clotworthy i Kevin Wotton                       | 17 de novembre de 2017  |
| 20         | 7                    | «La Lucky i el puma»                  | Joshua Taback             | Aury Wallington       | Rianna Liu, Marc Wasik, i Kevin Wotton                | 17 de novembre de 2017  |

### Temporada 4 (2018)
| Núm. total | Núm. de la temporada | Títol                                     | Direcció                  | Guió                        | Guió il·lustrat                       | Data d'estrena original |
| ---------- | -------------------- | ----------------------------------------- | ------------------------- | --------------------------- | ------------------------------------- | ----------------------- |
| 21         | 1                    | «La Lucky i el pacient impacient»         | Joshua Taback             | Nancy Cohen i Robert Taylor | Mandy Clotworthy i Kevin Wotton       | 16 de març de 2018      |
| 22         | 2                    | «La Lucky i el magnat del ferrocarril»    | Joshua Taback             | Rich Burns                  | Marc Wasik i Kevin Wotton             | 16 de març de 2018      |
| 23         | 3                    | «La Lucky i el canvi de rols»             | Beth Sleven               | Katherine Nolfi             | Jean Kang i Christina "Kiki" Manrique | 16 de març de 2018      |
| 24         | 4                    | «La Lucky i el pla de la vànova»          | Julia "Fitzy" Fitzmaurice | Laura Sreebny               | Liza Epps i Kathryn Marusik           | 16 de març de 2018      |
| 25         | 5                    | «La Lucky té una altra família (1a part)» | Julia "Fitzy" Fitzmaurice | Aury Wallington             | Liza Epps i Kathryn Marusik           | 16 de març de 2018      |
| 26         | 6                    | «La Lucky té una altra família (2a part)» | Beth Sleven               | Aury Wallington             | Jean Kang i Christina "Kiki" Manrique | 16 de març de 2018      |

### Temporada 5 (2018)
| Núm. total | Núm. de la temporada | Títol                                                    | Direcció                  | Guió            | Guió il·lustrat               | Data d'estrena original |
| ---------- | -------------------- | -------------------------------------------------------- | ------------------------- | --------------- | ----------------------------- | ----------------------- |
| 27         | 1                    | «La Lucky i la "voltereta feroz"»                        | Joshua Taback             | Laura Sreebny   | Marc Wasik i Kevin Wotton     | 11 de maig de 2018      |
| 28         | 2                    | «La Lucky i en Butch Le Pray, el bandit sense escrúpols» | Joshua Taback             | Robert Taylor   | Marc Wasik i Kevin Wotton     | 11 de maig de 2018      |
| 29         | 3                    | «La Lucky i el gran comiat»                              | Beth Sleven               | Katherine Nolfi | Jean Kang i Kimberly Jo Mills | 11 de maig de 2018      |
| 30         | 4                    | «La Lucky i el terror amb dues rodes»                    | Julia "Fitzy" Fitzmaurice | Rich Burns      | Liza Epps i Kathryn Marusik   | 11 de maig de 2018      |
| 31         | 5                    | «La Lucky i l'expedició accidentada»                     | Julia "Fitzy" Fitzmaurice | Laura Sreebny   | Liza Epps i Kathryn Marusik   | 11 de maig de 2018      |
| 32         | 6                    | «La Lucky i la sorpresa fantasmal»                       | Joshua Taback             | Aury Wallington | Marc Wasik i Kevin Wotton     | 11 de maig de 2018      |
| 33         | 7                    | «La Lucky i l'entrega maleïda»                           | Julia "Fitzy" Fitzmaurice | Katherine Nolfi | Marc Wasik i Kevin Wotton     | 11 de maig de 2018      |

### Temporada 6 (2018)
| Núm. total | Núm. de la temporada | Títol                                             | Direcció                  | Guió            | Guió il·lustrat                     | Data d'estrena original |
| ---------- | -------------------- | ------------------------------------------------- | ------------------------- | --------------- | ----------------------------------- | ----------------------- |
| 34         | 1                    | «La Lucky i la sequera sospitosa»                 | Beth Sleven               | Rich Burns      | Jean Kang i Kimberly Jo Mills       | 17 d'agost de 2018      |
| 35         | 2                    | «La Lucky i el malson de les eugues àrabs»        | Beth Sleven               | Robert Taylor   | Kathryn Marusik i Kimberly Jo Mills | 17 d'agost de 2018      |
| 36         | 3                    | «La Lucky i les poltres intrèpides»               | Joshua Taback             | Lauren Bradley  | Richard Gaines i Rick Lacy          | 17 d'agost de 2018      |
| 37         | 4                    | «La Lucky i la febre dels propòsits de l'any nou» | Julia "Fitzy" Fitzmaurice | Laura Sreebny   | Marc Wasik i Kevin Wotton           | 17 d'agost de 2018      |
| 38         | 5                    | «La Lucky i el cosí bergant»                      | Beth Sleven               | Rich Burns      | Jean Kang i Kimberly Jo Mills       | 17 d'agost de 2018      |
| 39         | 6                    | «La Lucky i el casament maleït»                   | Joshua Taback             | Aury Wallington | Richard Gaines i Rick Lacy          | 17 d'agost de 2018      |

### Temporada 7 (2018)
| Núm. total | Núm. de la temporada | Títol                                  | Direcció                  | Guió            | Guió il·lustrat                               | Data d'estrena original |
| ---------- | -------------------- | -------------------------------------- | ------------------------- | --------------- | --------------------------------------------- | ----------------------- |
| 40         | 1                    | «La Lucky i el rescat al tren»         | Allan Jacobsen            | Laura Sreebny   | Marc Wasik i Kevin Wotton                     | 9 de novembre de 2018   |
| 41         | 2                    | «La Lucky i el vol en globus»          | Beth Sleven               | Katherine Nolfi | Jean Kang i Kimberly Jo Mills                 | 9 de novembre de 2018   |
| 42         | 3                    | «La Lucky i la melmelada»              | Greg Rankin i Beth Sleven | Robert Taylor   | Jean Kang, Kimberly Jo Millsi Kennedy Tarrell | 9 de novembre de 2018   |
| 43         | 4                    | «La Lucky i l'escapista»               | Julia "Fitzy" Fitzmaurice | Katherine Nolfi | Marc Wasik i Kevin Wotton                     | 9 de novembre de 2018   |
| 44         | 5                    | «La Lucky trenca el gel»               | Joshua Taback             | Laura Sreebny   | Richard Gaines i Rick Lacy                    | 9 de novembre de 2018   |
| 45         | 6                    | «La Lucky i la simpatia personificada» | Joshua Taback             | Aury Wallington | Richard Gaines i Rick Lacy                    | 9 de novembre de 2018   |
| 46         | 7                    | «La Lucky i la prova dels pares»       | Allan Jacobsen            | Katherine Nolfi | Mark Sonntag i Kevin Wotton                   | 9 de novembre de 2018   |

### Temporada 8 (2019)
| Núm. total | Núm. de la temporada | Títol                                         | Direcció                  | Guió            | Guió il·lustrat                               | Data d'estrena original |
| ---------- | -------------------- | --------------------------------------------- | ------------------------- | --------------- | --------------------------------------------- | ----------------------- |
| 47         | 1                    | «La Lucky i la benvinguda»                    | Joshua Taback             | Rich Burns      | Richard Gaines i Rick Lacy                    | 5 d'abril de 2019       |
| 48         | 2                    | «La Lucky i el sabotatge del concurs de doma» | Greg Rankin i Beth Sleven | Lauren Bradley  | Jean Kang, Kimberly Jo Millsi Kennedy Tarrell | 5 d'abril de 2019       |
| 49         | 3                    | «La Lucky, la nena i el llop»                 | Allan Jacobsen            | Aury Wallington | Mark Sonntag i Kevin Wotton                   | 5 d'abril de 2019       |
| 50         | 4                    | «La Lucky i les possibilitats infinites»      | Beth Sleven               | Laura Sreebny   | Jean Kang, Kimberly Jo Millsi Kennedy Tarrell | 5 d'abril de 2019       |
| 51         | 5                    | «La Lucky i el nou horitzó (1a part)»         | Jim Schumann              | Aury Wallington | Richard Gaines i Rick Lacy                    | 5 d'abril de 2019       |
| 52         | 6                    | «La Lucky i el nou horitzó (2a part)»         | Allan Jacobsen            | Aury Wallington | Mark Sonntag i Kevin Wotton                   | 5 d'abril de 2019       |

### Pony Tales: Temporada 1 (2019)
| Núm. total | Núm. de la temporada | Títol                    | Direcció    | Guió           | Data d'estrena original |
| ---------- | -------------------- | ------------------------ | ----------- | -------------- | ----------------------- |
| 1          | 1                    | «Unstoppable»            | Beth Sleven | Nicole Belisle | 9 d'agost de 2019       |
| 2          | 2                    | «Happy Birthday, Spirit» | Beth Sleven | Nicole Belisle | 9 d'agost de 2019       |
| 3          | 3                    | «Tea for Twins»          | Beth Sleven | Nicole Belisle | 9 d'agost de 2019       |
| 4          | 4                    | «The Campsite»           | Beth Sleven | Nicole Belisle | 9 d'agost de 2019       |
| 5          | 5                    | «Maricela Sitting Free»  | Beth Sleven | Nicole Belisle | 9 d'agost de 2019       |
| 6          | 6                    | «Young & Free»           | Beth Sleven | Nicole Belisle | 9 d'agost de 2019       |

### Pony Tales: Temporada 2 (2019)
| Núm. total | Núm. de la temporada | Títol                                         | Direcció       | Guió           | Data d'estrena original |
| ---------- | -------------------- | --------------------------------------------- | -------------- | -------------- | ----------------------- |
| 7          | 1                    | «The Frontier Fillies Summer Outdoor Jubilee» | Allan Jacobsen | Johanna Stein  | 18 d'octubre de 2019    |
| 8          | 2                    | «The Frontier Fillies Great Legacy Race»      | Kevin Wotton   | May Chan       | 18 d'octubre de 2019    |
| 9          | 3                    | «The Healing Tree»                            | Beth Sleven    | Lauren Bradley | 18 d'octubre de 2019    |
| 10         | 4                    | «The Mystery of the Golden Unicorn»           | Allan Jacobsen | Nicole Belisle | 18 d'octubre de 2019    |

### Especial (2019)
| Títol                                                | Direcció                      | Guió     | Data d'estrena original |
| ---------------------------------------------------- | ----------------------------- | -------- | ----------------------- |
| «Spirit, cavalcant en llibertat: l'esperit de Nadal» | Allan Jacobsen i Kevin Wotton | May Chan | 6 de desembre de 2019   |

### Riding Academy: Temporada 1 (2020)
| Núm. total | Núm. de la temporada | Títol                            | Direcció       | Guió           | Data d'estrena original |
| ---------- | -------------------- | -------------------------------- | -------------- | -------------- | ----------------------- |
| 1          | 1                    | «Home Is Where the Herd Is»      | Kevin Wotton   | Johanna Stein  | 3 d'abril de 2020       |
| 2          | 2                    | «Festival of Festivals»          | Beth Sleven    | Lauren Bradley | 3 d'abril de 2020       |
| 3          | 3                    | «Palomino Bluffs Riding Academy» | Beth Sleven    | Nicole Belisle | 3 d'abril de 2020       |
| 4          | 4                    | «The Neighs Have It»             | Kevin Wotton   | Johanna Stein  | 3 d'abril de 2020       |
| 5          | 5                    | «A Rider's Balance»              | Beth Sleven    | Claire Epstein | 3 d'abril de 2020       |
| 6          | 6                    | «Welcome Back Otter»             | Jack Kasprzak  | Lauren Bradley | 3 d'abril de 2020       |
| 7          | 7                    | «The Palomino Family Affair»     | Allan Jacobsen | Jessie Gant    | 3 d'abril de 2020       |

### Riding Academy: Temporada 2 (2020)
| Núm. total | Núm. de la temporada | Títol                       | Direcció       | Guió                      | Data d'estrena original |
| ---------- | -------------------- | --------------------------- | -------------- | ------------------------- | ----------------------- |
| 8          | 1                    | «Back to the Starting Line» | Kevin Wotton   | Johanna Stein             | 4 de setembre de 2020   |
| 9          | 2                    | «The S. S. Friend-ship»     | Allan Jacobsen | Johanna Stein             | 4 de setembre de 2020   |
| 10         | 3                    | «The Gavel of Justice»      | Beth Sleven    | Laura Sreebny             | 4 de setembre de 2020   |
| 11         | 4                    | «The Rival Racer»           | Kevin Wotton   | Lauren Bradley            | 4 de setembre de 2020   |
| 12         | 5                    | «Palentine's Day»           | Beth Sleven    | Nicole Belisle            | 4 de setembre de 2020   |
| 13         | 6                    | «Grandpa's Treasures»       | Allan Jacobsen | Lauren Bradley            | 4 de setembre de 2020   |
| 14         | 7                    | «There Will Be Mud»         | Kevin Wotton   | Nicole Belisle            | 4 de setembre de 2020   |
| 15         | 8                    | «Race to the Finish Part 1» | Beth Sleven    | May Chan i Lauren Bradley | 4 de setembre de 2020   |
| 16         | 9                    | «Race to the Finish Part 2» | Kevin Wotton   | May Chan i Lauren Bradley | 4 de setembre de 2020   |

### Especial interactiu (2020)
| Títol                                      | Direcció                                   | Guió                                      | Guió il·lustrat | Data d'estrena original |
| ------------------------------------------ | ------------------------------------------ | ----------------------------------------- | --- | ----------------------- |
| «Spirit Riding Free: Ride Along Adventure» | Beth Sleven, Allan Jacobsen i Kevin Wotton | Lauren Bradley, Nicole Belisle i May Chan | Fernadmo Corrales, Shawna Cha, Kat Chan, Abigail Davies, Brian Hatfield, Andries Maritz, Ivaylo Ivantchev i Mark Sonntag | 8 de desembre de 2020   |